# Katedrala u Vilniusu
Katedrala sv. Stanislava i Vladislava u Vilniusu (litavski: Vilniaus Šv. Stanislovo ir Šv. Vladislovo arkikatedra Bazilika) glavna je rimokatolička katedrala u Litvi. Nalazi se u Starom Gradu, nedaleko od Katedralnog trga. Predstavlja srce katoličkog duhovnog života Litve.
Unutar nje pokopane su mnoge poznate osobe iz litavske i poljske povijesti. Među njim su: litavski kralj Vitold, njegova supruga Anna, njegov brat Sigismund, rođak Švitrigaila, sv. Kazimir, Aleksandar Jagelović, dvije Sigismundove žene: Elizabeta Habsburška i Barbara Radziwiłł. Ovdje je i srce poljsko-litavskog kralja Vladislava IV., a njegovo tijelo je pokopano u katedrali u Krakovu na Vavelu. 
Unutar katedrale postoji mnogo umjetnina iz razdoblja od 16. do 19. stoljeća, uključujući i freske i slike različitih veličina. Tamo je i najstarija poznata freska u Litvi, koja datira s kraja 14. stoljeća, Tijekom sovjetskog režima katedrala je pretvorena u skladište. Sv. mise ponovno su se slavile od 1985., iako je katedrala još uvijek službeno ima naziv "galerije slika". Obnovljena je 1989. godine. 